# Hard Wax
Hard Wax es una tienda de discos ubicada en el distrito Kreuzberg de Berlín, Alemania. Fue fundada en diciembre de 1989 por Mark Ernestus en la planta baja de un edificio de Reichenberger Straße. Está especializado en música techno, reggae, dub y dubstep. Hard Wax también sirve como distribuidor de varios sellos discográficos con sede en Berlín vinculados a la estética de Basic Channel. Algunos miembros (o exmiembros) de su personal son DJs prominentes como DJ Hell, Gernot Bronsert de Modeselektor, Marcel Dettmann, DJ Rok, Gabriele „Mo“ Loschelder o Electric Indigo (Susanne Kirchmayr) quien estuvo a cargo de las ventas de 1993 a 1996. Se trata de una de las tiendas de discos de música electrónica más antiguas de Berlín.  La tienda establece un sistema de pedidos por correo a través de su sitio web (que representó el 50% de las ventas en 2009).
En 1996, Hard Wax se mudó al tercer piso de una antigua fábrica en Paul-Lincke-Ufer 44a compartiendo sus instalaciones con el sello discográfico Basic Channel y el estudio Dubplates and Mastering. Al desempeñar el papel de un centro importante para la comunidad tecno en el mundo, la tienda ayudó ampliamente al desarrollo de esta floreciente escena en los años 90. Además, al igual que con el club Tresor, comparte una relación privilegiada con los músicos del techno de Detroit en el llamado Berlin-Detroit axis («eje Berlín-Detroit»).